# Raymond Baranton
Pour les articles homonymes, voir Baranton.
Raymond Baranton est un homme politique français né le 10 novembre 1895 à Paris 10e, où il est décédé le 6 mars 1976.

## Biographie
Employé dans les assurances, il adhère à la SFIO après la guerre et entre en 1919 à la société du gaz de Paris, mais est révoqué au bout de quelques mois pour faits de grève. Il rejoint le Parti communiste en 1920 et est député de la Seine de 1924 à 1928. En février 1927, il est exclu du Parti et du groupe communiste à la Chambre, pour avoir réclamé davantage de démocratie dans le Parti. Il retourne à la SFIO en 1929, et reprend une carrière dans les assurances, travaillant au service contentieux puis à la caisse régionale de sécurité sociale de Paris. Il est syndicaliste à Force ouvrière et écrit régulièrement des chroniques juridiques au recueil Dalloz. Il publie en 1947 un roman intitulé « les amants de Cahors ».

## Sources
- « Raymond Baranton », dans le Dictionnaire des parlementaires français (1889-1940), sous la direction de Jean Jolly, PUF, 1960 [détail de l’édition]